# La Unión (Atacames)
La Unión, auch La Unión de Atacames, ist eine Ortschaft und eine Parroquia rural („ländliches Kirchspiel“) im Kanton Atacames der ecuadorianischen Provinz Esmeraldas. Die Parroquia besitzt eine Fläche von 114,2 km². Die Einwohnerzahl lag im Jahr 2010 bei 2540. Die Parroquia wurde am 13. November 1955 gegründet.

## Lage
Die Parroquia La Unión liegt im Hinterland der Pazifikküste in Nordwest-Ecuador. Die Ortschaft La Unión befindet sich am rechten Flussufer des Río Atacames, der das Areal nach Norden durchfließt und dabei entwässert. Der Kantonshauptort Atacames liegt 4,3 km nördlich von La Unión.
Die Parroquia La Unión grenzt im Nordosten an die Parroquia Atacames, im Osten und im Südosten an die Parroquias Tabiazo und Coronel Carlos Concha Torres (beide im Kanton Esmeraldas), im Süden und im Südwesten an die Parroquias San Gregorio und Muisne (beide im Kanton Muisne) sowie im Westen und im Nordwesten an die Parroquia Súa.

## Ökologie
Der äußerste Süden der Parroquia liegt innerhalb der Reserva Ecológica Mache Chindul.